# Elephunk
Elephunk é o terceiro álbum de estúdio do grupo de hip hop americano The Black Eyed Peas, lançado em 24 de junho de 2003. O álbum alcançou a posição #14 no gráfico da Billboard 200 e foi certificada com dupla platina pela Recording Industry Association of America (R.I.A.A.), passando a vender 8.5 milhões de cópias em todo o mundo, com 3.2 milhões somente nos Estados Unidos. O álbum foi produzido por Ron Fair e também pelos membros do grupo, will.i.am e apl.de.ap, e como novidade, a apresentação da nova integrante, Fergie, e seu primeiro como "The Black Eyed Peas". Quatro singles foram lançados a partir do álbum, incluindo "Where Is the Love?", que liderou as paradas de singles em mais de 10 países.

## Gravação
O desenvolvimento do álbum começou em 2 de novembro de 2001, e foi lançado pouco menos de dois anos depois, em 2003. No decorrer da gravação, só will.i.am, apl.de.ap e Taboo apresentaram o álbum. Durante a produção de "Shut Up" (o segundo single do álbum), eles perceberam que uma voz feminina iria cair bem na canção. Originalmente, Nicole Scherzinger (vocalista do Pussycat Dolls) foi contactada a fazer uma aparição no registro. Ela foi forçada a recusar, porque já tinha assinado contrato com o grupo Eden's Crush. Danté Santiago, em seguida, introduziu a Fergie. Will, ficou impressionado com o seu talento vocal. Ela imediatamente formou um vínculo com a banda, tornando-se membro permanente do BEP, e sua foto foi impressa na capa do álbum. Nove das catorze faixas foram compostas pelo compositor  Robbie Fisher, que teve trabalhado de perto com a banda desde os estágios iniciais da formação do álbum.

## Recepção da crítica
A resposta inicial à Elephunk foi geralmente bem sucedido pelos críticos de música. John Bush do allmusic, disse que Elephunk "empurra fronteiras nas produções contemporâneas, (principalmente) em propagandas de hip hop" e deu ao álbum 4/5 estrelas na sua classificação. Chris Nettleton do Drowned in Sound elogiou o álbum, dizendo: "Este álbum é cheio de rap de primeira, melodias de primeira, instrumentação de primeira. Procure em seus aspectos, e você tem um álbum cheio de canções memoráveis, 'ganchos' que se prendem em sua mente... mas veja em sua profundidade, é de qualidade de cima a baixo". The Village Voice também fez uma análise positiva, afirmando: "Eles continuam inacreditável, mas no pop, que é simplesmente mais uma nuance estética". Robert Christgau elogiou o álbum, dando-lhe uma categoria A: "Em que o inacreditável El Lay alternativo dos rappers fabricam o álbum pop mais brilhante de 2003". A Entertainment Weekly teve mais de uma visão negativa sobre o álbum, "eles tentam um salão de baile ("Hey Mama"), salsa ("Latin Girls"), mesmo nu metal ("Anxiety", com Papa Roach), mas a maior ofensa para um som smart de rap coletivo, "Where Is the Love?", assustador single. É o suficiente para fazer os fãs de longa data perguntarem: Where are the Peas? (Onde estão os Peas)". O álbum recebeu uma classe C na Metacritic, que atribui normalizada a classificação de 100 críticas, recebendo uma pontuação máxima de 66, com base em 15 comentários indicando, em geral críticas positivas.
| Críticas profissionais | Críticas profissionais |
| Avaliações da crítica  | Avaliações da crítica  |
| Fonte                  | Avaliação              |
| ---------------------- | ---------------------- |
| Robert Christgau       | (A-)                   |
| Allmusic               | [ 10 ]                 |
| PopMatters             | [ 11 ]                 |
| Drowned In Sound       | (A)                    |
| Alternative Press      | [ 13 ]                 |
| Entertainment Weekly   | (C)                    |
| The Village Voice      | (A)                    |
| Rolling Stone          | [ 16 ]                 |

## Resposta comercial
Nos Estados Unidos, Elephunk alcançou a #14 posição na Billboard 200 e é o seu álbum no top 15. Ganhou ainda mais o sucesso comercial no UK Albums Chart, onde alcançou a #3 posição. Já vendeu mais de 1.6 milhões de cópias no Reino Unido, e 8.5 milhões de cópias no mundo. Os singles "Where Is the Love?" e "Shut Up" alcançou a #1 posição. "Hey Mama" tem sido utilizado para vários anúncios, incluindo anúncios da Apple e iTunes. "Let's Get It Started" também recebeu aclamação universal na seção de mídia, onde uma versão cover da música aparece no filme Hot Tub Time Machine. Após o sucesso do álbum, o Black Eyed Peas foram abordados pelos jogos do EA Games para caracterizar algumas das suas músicas no jogo eletrônico de 2004, The Urbz: Sims in the City. Eles remixaram algumas das faixas em Elephunk e traduziram para o Simlish, criando novas faixas para o jogo. Eles também possuem no jogo como personáveis reproduzíveis.

## Lista de músicas
Todas as canções foram escritas por will.i.am.Escritores adicionais estão indicados abaixo.
| Edição revisada (faixa bônus) |             |         |  |
| N.º                           | Título      | Duração |  |
| 14.                           | "Third Eye" | 3:42    |  |

| Reino Unido (faixa bônus) |                    |         |  |
| N.º                       | Título             | Duração |  |
| 14.                       | "Third Eye"        | 3:45    |  |
| 15.                       | "Rock My Shit"     | 3:52    |  |
| 16.                       | "What's Goin Down" | 2:41    |  |

| Edição revisada em U.S. (faixa bônus) |                                                                      |                                                |         |  |
| N.º                                   | Título                                                               | Letras                                         | Duração |  |
| 14.                                   | "Let's Get It Started" (faixa escondida: "Third Eye" começa em 3:38) | Pineda, Gomez, Yoshiaki, Fratantuno, Pajon Jr. | 7:32    |  |

| Alemanha (faixa bônus) |                      |         |  |
| N.º                    | Título               | Duração |  |
| 15.                    | "The Elephunk Theme" | 5:05    |  |

## Gráfico e certificações
| Parada (2005-2006)                  | Melhor posição |
| ----------------------------------- | -------------- |
| Alemanha (Media Control Charts)     | 6              |
| Austrália (ARIA)                    | 1              |
| Áustria (Ö3 Austria Top 40)         | 3              |
| Bélgica (Ultratop 50 Flanders)      | 5              |
| Bélgica (Ultratop 40 Valônia)       | 6              |
| Canadá (Canadian Hot 100)           | 2              |
| Dinamarca (Hitlisten)               | 3              |
| Espanha (PROMUSICAE)                | 55             |
| Holanda (MegaCharts)                | 5              |
| Finlândia (Suomen virallinen lista) | 3              |
| França (SNEP)                       | 2              |
| Itália (FIMI)                       | 6              |
| Nova Zelândia (RIANZ)               | 2              |
| Noruega (VG-lista)                  | 2              |
| Portugal (AFP)                      | 3              |
| Suécia (Sverigetopplistan)          | 5              |
| Suíça (Schweizer Hitparade)         | 1              |
| Reino Unido (UK Albums Chart)       | 3              |
| U.S. (Billboard 200)                | 14             |

| País           | Certificações | Vendas    |
| -------------- | ------------- | --------- |
| Argentina      | Ouro          | 50.000    |
| Austrália      | 4x Platina    | 280.000   |
| Brasil         | Diamante      | 500.000   |
| Finlândia      | Ouro          | 23.541    |
| França         | 4x PlatinA    | 413.000   |
| Alemanha       | Platina       | 200.000   |
| Indonésia      | Ouro          | 45.000    |
| Japão          | Ouro          | 100.000   |
| Canadá         | 7x Platina    | 700.000   |
| Europa         | 2x Platina    | 2.000.000 |
| México         | Platina       | 100.000   |
| Suíça          | Platina       | 40.000    |
| Suécia         | Ouro          | 30.000    |
| Estados Unidos | 2x Platina    | 3.190.000 |
| Reino Unido    | 6x Platina    | 1.600.000 |

## Pessoal
The Black Eyed Peas
- will.i.am – Vocais em todas as faixas, exceto a faixa 11; sintetizadores moog nas faixas 1, 4, 5, 8, 9, 10, 11 e 13; Tambor de programação nas faixas 1, 4, 6, 7, 8, 9 e 10; clavinet nas faixas 12 e 13, bateria e piano na faixa 2; piano elétrico na faixa 4; sintetizador na faixa 10; Produtor executivo|produtor executivo]], produtor musical, engenheria nas faixas 2, 3, 4, 8, 9, 12 e 14; mixagem nas faixas 10 e 14
- apl.de.ap – Vocais nas faixas 1, 2, 3, 6, 7, 11, 12 e 13; tambor de programação na faixa 11
- Fergie – Vocais em todas as faixas, exceto as faixas 6 e 12
- Taboo – Vocais nas faixas 1, 2, 3, 5, 6, 7 e 13

Principal sessão de músicos
- George Pajon Jr. – Guitarra nas faixas 1, 3, 5, 6, 7, 8, 10, 13 e 15
- J. Curtis – Guitarra nas faixas 5, 7, 11 e 13
- Mike Fratantuno – Baixo nas faixas 1, 2, 3, 6, 13, 14 e 15; guitarra mexicana na faixa 7; contrabaixo e violão na faixa 13
- Dante Santiago – Backing vocal nas faixas 1, 3, 4, 6 e 10; vocal na faixa 7

Outros colaboradores
| - Printz Board – Seção de sopro; trompete na faixa 7; sintetizador moog e clavinet na faixa 13 - Tim Orindgreff – Seção de sopro na faixa 2; saxofone e flauta na faixa 7 - Terence Yoshiaki – Bateria nas faixas 3 e 7 - Noelle Scaggs – Backing vocal nas faixas 3 e 6 - Tippa Irie – Vocail na faixa 4 | - Ray Brady – Guitarra nas faixas 5 e 9 - Terry Dexter – Backing vocal na faixa 6 - Davey Chegwidden – Percussão na faixa 7 - Chuck Prada – Percussão nas faixas 7 e 14 - Debi Nova – Vocal na faixa 7 - Sérgio Mendes – Paino na faixa 8 | - John Legend – Vocal na faixa 10 - Jacoby Shaddix – Vocal na faixa 12 - Tobin Esperance –Baixo na faixa 12 - Jerry Horton – Guitarra na faixa 12 - David Buckner – Bateria na faixa 12 - Justin Timberlake – Vocal na faixa 13 |

| Principal produção pessoal - Ron Fair – Produção executiva; produção na faixa 13; produção adicional de vocal na faixa 5; piano na faixa 7 - Dylan Dresdow – Engenharia nas faixas 1, 5, 6, 7, 13 e 15; engenharia de vocais adicionais na faixa 13 - Christine Sirois – Assistência de engenharia nas faixas 1, 5, 6, 7 e 13 - Tony Maserati – Mixagem em todas as faixas, exceto as faixas 10 e 12 - Brian "Big Bass" Gardner – Masterização | Adicional de produção pessoal - Tal Herzberg – Engenharia nas faixas adicionais em 5 e 13 - Jun Ishizeki – Engenharia na faixa 10 - Jason Villaroman – Engenharia na faixa 11 - Chris Lord-Alge – Mixagem na faixa 12 |